# Мягков, Владимир Андреевич
Владимир Андреевич Мягков (1915, Петроградский уезд, Петроградская губерния — 6 марта 1940, Кухмо, Оулу) — советский лыжник, мастер спорта СССР, чемпион СССР, первый из известных советских спортсменов, удостоенный звания Героя Советского Союза.

## Биография
Родился в 1915 году в деревне Михайловка Парголовской волости.
В чемпионате СССР по лыжному спорту 1939 года Владимир Мягков занял первое место в гонке на 20 км, с результатом 1:17.13.
Добровольцем ушёл на фронт советско-финской войны в январе 1940 года. Был командиром взвода Особой лыжной диверсионно-разведывательной бригады 9-й армии под командованием Хаджи Мамсурова. 11 февраля 1940 года с бойцами своей разведгруппы вступил в бой, лично уничтожив 10 финских солдат.
6 марта 1940 года вновь попал в окружение, раненый, прикрыл отход своей разведгруппы, погиб на поле боя.

## Награды
- 21 мая 1940 года за отвагу и героизм Владимиру Мягкову было присвоено звание Героя Советского Союза (посмертно)[4].

## Память
- Имя Мягкова носит стадион в Москве.

## Комментарии
1. ↑  Деревня Михайловка располагалась на западной стороне станции Парголово[1] и относилась к Санкт-Петербургскому уезду; 1.11.1938 была включена в черту рабочего посёлка Парголово[2], который ныне входит в состав Выборгского района Санкт-Петербурга.